# Live at Hammersmith
Live at Hammersmith — музичний альбом гурту Whitesnake. Виданий 1978 року лейблом Sunburst Records.  Альбом відносять до напрямку хард-рок. 

### Список пісень
1. «Come on»
2. «Might Just Take Your Life»
3. «Lie Down»
4. «Ain't No Love in the Heart of the City»
5. «Trouble»
6. «Mistreated»